# Al Capone
Glejte tudi All Capone Štrajh Trio
Alphonse Gabriel (Al) Capone (italijansko Alfonso Capone), ameriški gangster italijanskega rodu, * 17. januar 1899, Brooklyn (New York), ZDA, † 25. januar 1947, Palm Beach, Florida.
Al Capone je svojo kriminalno kariero začel v Chicagu, do konca 20. let 20. stoletja ga je FBI uvrstil na seznam najbolj iskanih zločincev. Propad Caponeovega imperija se je začel leta 1931, ko je bil s strani zvezne vlade osumljen in obtožen zaradi utaje davkov. Umrl je leta 1947 na Floridi. Prej zaradi svojih kriminalnih dejanj ni nikoli šel v zapor, ker je vedno imel podkupljene sodnike. Naredil je 6 razredov osnovne šole. Svoj denar je služil s preprodajanjem alkohola med časom prohibicije.